# Basilika St. Maria (Petrovče)

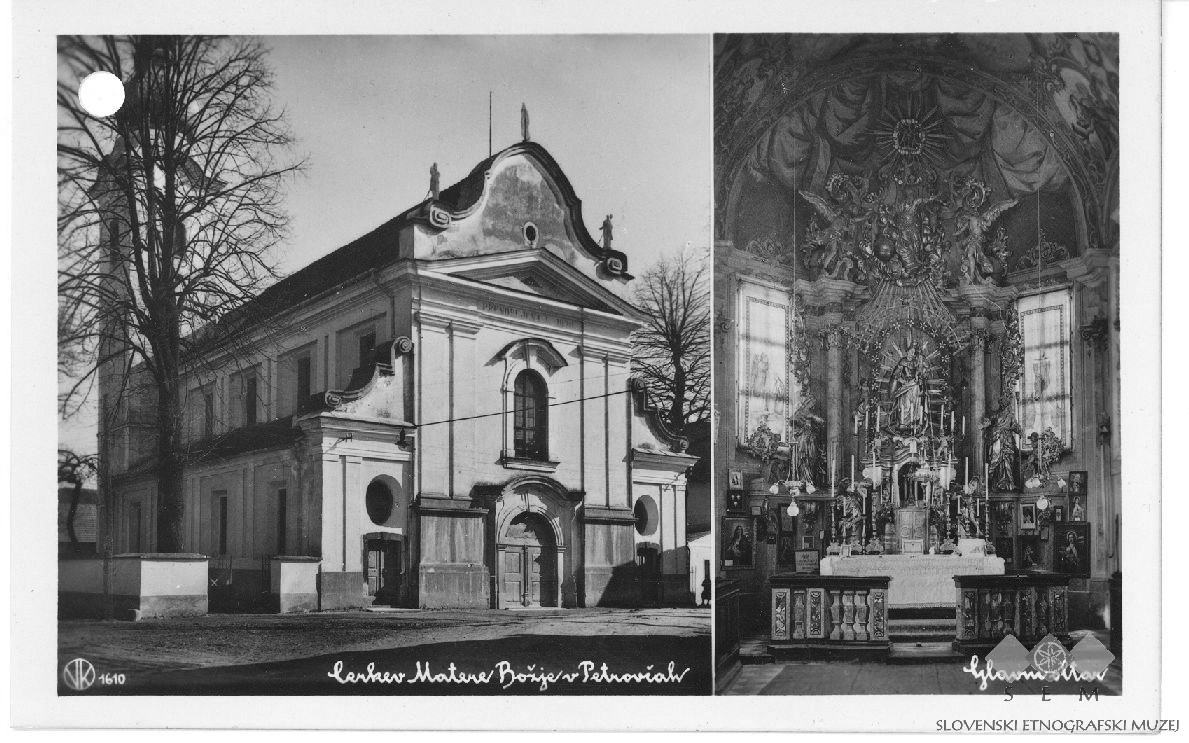
Die Basilika auf einer Postkarte (ca. 1928–1947)

Die Basilika St. Maria (Kirche der Heimsuchung Mariä) in der slowenischen Ortschaft Petrovče nahe der Stadt Celje ist eine 1984 von Papst Johannes Paul II. in der Rang einer Basilica minor erhobene Kirche, welche dem Erzbistum Maribor untersteht.
Die Kirche wurde Ende des 14. Jahrhunderts in gotischem Stil errichtet, jedoch mehrfach umgebaut, sodass sie sich heute barock präsentiert. Ihren heutigen klassizistischen Innenraum verdankt sie der Ausmalung von Jakob Brollo im Jahre 1875. Der Altar des heiligen Johannes Nepomuk in der dritten linken Seitenkapelle ist der älteste hölzerne Renaissancealtar des Landes. Der Grund für die reiche Ausstattung der Kirche liegt in der Wallfahrtsgeschichte. Der raumprägende barocke Hochaltar stammt von 1760. Seit 1965 verwalten die Dominikaner die Pfarrei und die Kirche.